# 루퍼스 웨인라이트
루퍼스 웨인라이트(Rufus Wainwright, 1973년 7월 22일 ~ )는 미국의 가수이다.